# Parafia św. Marcina Biskupa w Ratnowicach
Parafia św. Marcina – parafia rzymskokatolicka dekanatu Otmuchów diecezji opolskiej.
Na obszarze parafii leżą miejscowości: Ratnowice, Jasienica Górna, Meszno, Piotrowice Nyskie z przysiółkiem Krakówkowice.